# Pialuisa Bianco
Pialuisa Bianco (Lecce, 6 dicembre 1951) è una giornalista e saggista italiana.

## Biografia
Si è sposata nel 1984 con l'editore Giulio Savelli, morto nel 2020.
Negli anni ottanta lavora come giornalista sia nella carta stampata sia in televisione. Conduce su Rai 3 il programma di inchieste economiche Mondo dell'economia (1984-1988). Giornalista professionista dal 1990.
Inviata dell'Europeo (1986-1992), è chiamata nel 1992 da Vittorio Feltri come sua vice al quotidiano L'Indipendente; ne diventa direttore nel 1994, quando Feltri passa alla direzione de il Giornale, diventando così la seconda donna, dopo Matilde Serao (1856-1927), e la prima dal dopoguerra, a ricoprire tale carica nella storia del giornalismo italiano, motivazione per la quale nello stesso anno riceve il premio Bellisario nella sezione "Manager e Imprenditrici".
Dopo l'esperienza all'Indipendente, è editorialista per Il Tempo, La Nazione ed il Resto del Carlino. Nel 1996 idea e dirige il primo canale tutte notizie via satellite italiano, per conto di Caltagirone Editore; torna a fare l'inviato, per i settimanali Epoca e Panorama.
Dal 1998 al 2000 è condirettore del settimanale Liberal, organo dell'omonima fondazione. Per tre anni è editorialista de Il Foglio (2000-2003). Nel 2003 è editorialista per il Corriere della Sera.
Dal 2003 al 2007 ha ricoperto l'incarico di direttore dell'Istituto italiano di cultura a Bruxelles. Da maggio 2008 è presidente di «High European Research Act» ("HERA"), un laboratorio non-profit di studi ed elaborazione politica e culturale, con sede a Bruxelles, che raccoglie oltre cinquanta esponenti della cultura e della politica internazionale.
Nel 2008 viene nominata dal ministro degli esteri Franco Frattini consigliere per gli affari strategici per l'UE a Bruxelles e direttore del Forum strategico del Ministero degli esteri, ed è rimasta in carica con i successivi governi con i ministri Giulio Terzi di Sant'Agata, Mario Monti ed Emma Bonino, fino al 2013.
Nel 2010 ha fondato il centro studi Longitude, che pubblica, in lingua inglese, la rivista di politica internazionale Longitude - the Italian Monthly on World Affairs, da lei diretta.
Fa parte del comitato scientifico della Fondazione Magna Carta.

## Premi e riconoscimenti
- 1994: «Mela d'oro» dalla Fondazione Marisa Bellisario.

## Pubblicazioni
- (FR)  La nuit du Achille Lauro, Med
- La lunga marcia dei pop comunisti: la Cina nell'economia globale, Venezia, Marsilio, 2000
- Elogio del voltagabbana: origine e storia di un tabu, Venezia, Marsilio, 2001
- La zattera del naufrago: lettera sui limiti dell'Occidente, Venezia, Marsilio, 2002
- Iraq prima e dopo la guerra: i siti archeologici, Roma, L'Erma di Bretschneider, 2004
- (EN)  Wonders of Italy, Roma, L'Erma di Bretschneider, 2006